# Basse vallée de l'Inn
La basse vallée de l'Inn ou Unterinntal en allemand, est la partie de la vallée de l'Inn par laquelle coule l'Inn depuis l'embouchure du Melach (de) près de Zirl, à quelques kilomètres à l'ouest d'Innsbruck, en aval, jusqu'à la frontière bavaroise. C'est la principale zone résidentielle, économique et de transport du Tyrol.

## Géographie
La basse vallée de l'Inn tyrolien ne doit pas être assimilée au Tiroler Unterland (de), car elle n'en est qu'une partie ; elle comprend également toutes les vallées latérales à l'est du Tyrol du Nord.
Le dénivelé le long de l'Inn n'est que d'environ 100 mètres sur près de 90 kilomètres. Les plus grandes vallées latérales sont la Wipptal, la Zillertal et la Brixental (de), qui entrent toutes par le sud.

## Géologie
Jusqu'à la région de Pill, la basse vallée de l'Inn sépare les Préalpes orientales septentrionales des Alpes orientales centrales. En contrebas, entre les deux groupes de montagnes, se trouve une zone de grauwacke (Grauwackenzone (de)) qui s'élargit vers l'est. La basse vallée de l'Inn s'est essentiellement formée pendant les périodes glaciaires. Lorsque les glaciers se sont retirés à la fin de la dernière période glaciaire, il y a environ 20 000 ans, la vallée était remplie d'une épaisse couche de gravier. L'Inn l'a progressivement évacuée et a formé la large vallée d'aujourd'hui. Les vestiges du fond de la vallée originale forment les terrasses de la chaîne de montagnes basses des deux côtés.
La basse vallée de l'Inn est l'une des régions sismiques les plus actives des Alpes orientales et de toute l'Autriche. Le foyer de la forte activité sismique se situe dans la région d'Innsbruck - Hall, près de la confluence de la faille Wipptal et de la faille sismique Inntal. Environ 25 % des plus forts tremblements de terre en Autriche se produisent dans cette zone. Les tremblements de terre les plus graves ont été enregistrés dans les années 1572, 1670 et 1689.